# Niederzell (Schlüchtern)
Niederzell ist ein Stadtteil von Schlüchtern im osthessischen Main-Kinzig-Kreis.

## Geografische Lage
Niederzell liegt auf einer Höhe von 190–257 m über NN im Nordosten des Main-Kinzig-Kreises etwa 3 km südlich vom Hauptort Schlüchtern entfernt. Am Ortsrand treffen sich die Landesstraßen L3372 und L3180.
Niederzell grenzt im Nordwesten an den Hauptort Schlüchtern, im Südwesten an den Ort Hohenzell, im Süden an den Ort Bellings und im Westen an Steinau.

## Geschichte
Historische Namensformen
In erhaltenen Urkunden wurde Niederzell unter den folgenden Namen erwähnt (in Klammern das Jahr der Erwähnung): Celle (1331) und Niedercelle (1356).

### Mittelalter
Das Dorf gehörte zum Amt Schlüchtern, einem Lehen des Bischofs von Würzburg. Zunächst im Besitz derer von Grumbach erbten das Dorf 1243 die Herren von Trimberg. 1377 erhielten es die Herren von Hanau (ab 1429: Grafschaft Hanau) im Tausch gegen die Burg Bütthard. Bei der Hanauer Landesteilung von 1456 kam Niederzell zur Grafschaft Hanau-Münzenberg.

### Frühe Neuzeit
Die Eigenschaft als Würzburger Lehen führte nach der Reformation zu Spannungen zwischen der nun zunächst lutherischen, ab 1597 reformierten Grafschaft Hanau-Münzenberg und dem weiter römisch-katholischen Bistum Würzburg. Ein langjähriger Prozess vor dem Reichskammergericht dauerte von 1571 bis 1624 und endete mit einem Restitutionsmandat über das Amt Schlüchtern zugunsten Würzburgs. 1628–1631 war es deshalb von Würzburg besetzt, im Zuge des Dreißigjährigen Krieges 1631 bis 1637 wieder von Hanau und ab 1637 erneut von Würzburg. 1656 kam es zu einem Vergleich zwischen Hanau und Würzburg, wobei Hanau das Amt Schlüchtern – und damit auch Niederzell – erhielt und dem Bistum dafür Orb überließ.
Mit dem Tod des letzten Hanauer Grafen, Johann Reinhard III., fiel Niederzell 1736 mit der ganzen Grafschaft Hanau-Münzenberg an die Landgrafschaft Hessen-Kassel, aus der 1803 das Kurfürstentum Hessen wurde.

### Neuzeit
Während der napoleonischen Zeit stand Niederzell ab 1806 unter französischer Militärverwaltung, gehörte 1807–1810 zum Fürstentum Hanau und dann von 1810 bis 1813 zum Großherzogtum Frankfurt, Departement Hanau. Anschließend fiel es wieder an das Kurfürstentum Hessen zurück. Nach der Verwaltungsreform des Kurfürstentums Hessen von 1821, im Rahmen derer Kurhessen in vier Provinzen und 22 Kreise eingeteilt wurde, gehörte Niederzell zum Landkreis Schlüchtern. 1866 wurde das Kurfürstentum nach dem Preußisch-Österreichischen Krieg von Preußen annektiert und ist nach dem Zweiten Weltkrieg Bestandteil des Bundeslandes Hessen geworden. Niederzell wechselte entsprechend die Verwaltungen, denen es zugehörte.
Hessische Gebietsreform (1970–1977)
Im Zuge der Gebietsreform in Hessen wurde die Gemeinde Niederzell zum 1. Juli 1974 kraft Landesgesetz als Stadtteil nach Schlüchtern eingemeindet. Für Niederzell wurde, wie für die anderen eingemeindeten, ehemals eigenständigen Gemeinden von Schlüchtern, ein Ortsbezirk eingerichtet. Ebenfalls mit Hessischen Gebietsreform wurde der Landkreis Schlüchtern 1974 aufgelöst und Niederzell liegt seit dem im Main-Kinzig-Kreis.

### Verwaltungsgeschichte im Überblick
Die folgende Liste zeigt die Staaten und Verwaltungseinheiten, denen Niederzell angehört(e):
- vor 1458: Heiliges Römisches Reich, Grafschaft Hanau
- ab 1458: Heiliges Römisches Reich, Grafschaft Hanau-Münzenberg, Amt Schlüchtern
- ab 1642: Heiliges Römisches Reich, Grafschaft Hanau-Lichtenberg, Amt Schlüchtern
- ab 1736: Heiliges Römisches Reich, Landgrafschaft Hessen-Kassel, Amt Schlüchtern
- ab 1803: Heiliges Römisches Reich, Landgrafschaft Hessen-Kassel, Fürstentum Hanau,[Anm. 2] Amt Schlüchtern
- 1806–1810: Kaiserreich Frankreich,[Anm. 3] Fürstentum Hanau, Amt Schlüchtern (Militärverwaltung)
- 1810–1813: Großherzogtum Frankfurt, Departement Hanau, Distrikt Steinau
- ab 1816: Kurfürstentum Hessen,[Anm. 4] Fürstentum Hanau, Amt Schlüchtern[9]
- ab 1821/22: Kurfürstentum Hessen, Provinz Hanau, Kreis Schlüchtern[10][Anm. 5]
- ab 1848: Kurfürstentum Hessen, Bezirk Hanau
- ab 1851: Kurfürstentum Hessen, Provinz Hanau, Kreis Schlüchtern
- ab 1867: Königreich Preußen,[Anm. 6] Provinz Hessen-Nassau, Regierungsbezirk Kassel, Kreis Schlüchtern
- ab 1871: Deutsches Reich, Königreich Preußen, Provinz Hessen-Nassau, Regierungsbezirk Kassel, Kreis Schlüchtern
- ab 1918: Deutsches Reich, Freistaat Preußen, Provinz Hessen-Nassau, Regierungsbezirk Kassel, Kreis Schlüchtern
- ab 1944: Deutsches Reich, Freistaat Preußen, Provinz Nassau, Landkreis Schlüchtern
- ab 1945: Deutsches Reich, Amerikanische Besatzungszone,[Anm. 7] Groß-Hessen, Regierungsbezirk Wiesbaden, Landkreis Schlüchtern
- ab 1946: Deutsches Reich, Amerikanische Besatzungszone, Hessen, Regierungsbezirk Wiesbaden, Landkreis Schlüchtern
- ab 1949: Bundesrepublik Deutschland, Hessen, Regierungsbezirk Wiesbaden, Landkreis Schlüchtern
- ab 1968: Bundesrepublik Deutschland, Hessen, Regierungsbezirk Darmstadt, Landkreis Schlüchtern
- ab 1974: Bundesrepublik Deutschland, Hessen, Regierungsbezirk Darmstadt, Main-Kinzig-Kreis, Stadt Schlüchtern

## Bevölkerung

### Einwohnerstruktur 2011
Nach den Erhebungen des Zensus 2011 lebten am Stichtag dem 9. Mai 2011 in Niederzell 1324 Einwohner. Darunter waren 369 (2,7 %) Ausländer. Nach dem Lebensalter waren 219 Einwohner unter 18 Jahren, 573 zwischen 18 und 49, 291 zwischen 50 und 64 und 234 Einwohner waren älter. Die Einwohner lebten in 570 Haushalten. Davon waren 168 Singlehaushalte, 177 Paare ohne Kinder und 168 Paare mit Kindern, sowie 42 Alleinerziehende und 18 Wohngemeinschaften. In 93 Haushalten lebten ausschließlich Senioren und in 399 Haushaltungen lebten keine Senioren.

### Einwohnerentwicklung
| Quelle: Historisches Ortslexikon |                               |
| • 1538:                          | 27 Steuernde                  |
| • 1633:                          | 36 Haushaltungen, 1 Gefreiter |
| • 1753:                          | 37 Familien mit 223 Personen  |
| • 1812:                          | 47 Feuerstellen, 386 Seelen   |

| Niederzell: Einwohnerzahlen von 1834 bis 2020 | Niederzell: Einwohnerzahlen von 1834 bis 2020 | Niederzell: Einwohnerzahlen von 1834 bis 2020 | Niederzell: Einwohnerzahlen von 1834 bis 2020 | Niederzell: Einwohnerzahlen von 1834 bis 2020 |
| --- | --------------------------------------------- | --------------------------------------------- | --------------------------------------------- | --------------------------------------------- |
| Jahr |                                               |                                               |                                               | Einwohner                                     |
| 1834 | 1834                                          |                                               | 395                                           | 395                                           |
| 1840 | 1840                                          |                                               | 403                                           | 403                                           |
| 1846 | 1846                                          |                                               | 384                                           | 384                                           |
| 1852 | 1852                                          |                                               | 415                                           | 415                                           |
| 1858 | 1858                                          |                                               | 365                                           | 365                                           |
| 1864 | 1864                                          |                                               | 363                                           | 363                                           |
| 1871 | 1871                                          |                                               | 343                                           | 343                                           |
| 1875 | 1875                                          |                                               | 345                                           | 345                                           |
| 1885 | 1885                                          |                                               | 370                                           | 370                                           |
| 1895 | 1895                                          |                                               | 325                                           | 325                                           |
| 1905 | 1905                                          |                                               | 329                                           | 329                                           |
| 1910 | 1910                                          |                                               | 366                                           | 366                                           |
| 1925 | 1925                                          |                                               | 376                                           | 376                                           |
| 1939 | 1939                                          |                                               | 328                                           | 328                                           |
| 1946 | 1946                                          |                                               | 539                                           | 539                                           |
| 1950 | 1950                                          |                                               | 529                                           | 529                                           |
| 1956 | 1956                                          |                                               | 432                                           | 432                                           |
| 1961 | 1961                                          |                                               | 423                                           | 423                                           |
| 1967 | 1967                                          |                                               | 487                                           | 487                                           |
| 1970 | 1970                                          |                                               | 527                                           | 527                                           |
| 2005 | 2005                                          |                                               | 1.361                                         | 1.361                                         |
| 2010 | 2010                                          |                                               | 1.295                                         | 1.295                                         |
| 2015 | 2015                                          |                                               | 1.236                                         | 1.236                                         |
| 2020 | 2020                                          |                                               | 1.297                                         | 1.297                                         |
| Datenquelle: Historisches Gemeindeverzeichnis für Hessen: Die Bevölkerung der Gemeinden 1834 bis 1967. Wiesbaden: Hessisches Statistisches Landesamt, 1968. Weitere Quellen: LAGIS; 2005; 2010 2015: 2020; Zensus 2011 |                                               |                                               |                                               |                                               |

### Historische Religionszugehörigkeit
| • 1885: | 357 evangelische (= 96,49 %), 13 katholische (= 3,51 %) Einwohner |
| • 1961: | 389 evangelische (= 91,96 %), 31 katholische (= 7,33 %) Einwohner |

## Politik
Für Niederzell besteht ein Ortsbezirk (Gebiete der ehemaligen Gemeinde Niederzell) mit Ortsbeirat und Ortsvorsteher nach der Hessischen Gemeindeordnung.
Der Ortsbeirat besteht aus sieben Mitgliedern. Bei den Kommunalwahlen in Hessen 2021 betrug die Wahlbeteiligung zum Ortsbeirat 47,57 %. Alle Kandidaten gehören der Liste „Gemeinsam für Niederzell“ an. Der Ortsbeirat wählte Petra Lotz zur Ortsvorsteherin.